# Radula ligula
Radula ligula là một loài rêu trong họ Radulaceae. Loài này được Stephani mô tả khoa học đầu tiên năm 1910.